# Discharge
Discharge é uma banda inglesa de hardcore punk formada em 1977 em Stoke-on-Trent, Inglaterra. A banda é conhecida por influenciar diversos subgêneros de música extrema, e suas músicas foram reinterpretadas por alguns dos maiores nomes do heavy metal e outros gêneros. O subgênero musical D-beat recebeu esse nome em homenagem ao Discharge e à batida de bateria distintiva da banda.
A banda é caracterizada por uma abordagem minimalista tanto na música quanto nas letras, utilizando um som pesado, distorcido e movido por guitarras, com vocais crus e gritados, semelhantes a um discurso político, acompanhados por letras sobre temas anarquistas e pacifistas. O Discharge "abriu caminho para uma variedade impressionante de bandas politicamente motivadas, musicalmente intensas e profundamente confrontacionais". O Discharge era "explicitamente político" e exibia uma atitude "revolucionária/ativista" que afastava o hardcore punk britânico de suas origens no pub rock em direção a um território de esquerda e antissistema.
O Discharge abriu caminho para vários estilos de metal extremo, como thrash metal, black metal, crust punk e grindcore. A "abordagem brutal e extremista" da banda e seu estilo de tocar  eventualmente deram origem ao gênero thrash. "A influência do Discharge no heavy metal é incalculável, e superastros do metal como Metallica, Anthrax, Machine Head, Sepultura, Soulfly, Prong e Arch Enemy já fizeram covers das músicas do Discharge em homenagem". O Discharge foi uma grande influência em pelo menos duas gerações de metal.

## Discografia
Álbuns
- Why? (1981) (#1)
- Hear Nothing See Nothing Say Nothing (1982) (indie No. 2, UK Album Chart No. 40)[3]
- Grave New World (1986) (#8)
- Massacre Divine (1991)
- Shootin' Up the World (1993)
- Discharge (2002)
- Disensitise (2008)
- End of Days (2016)

EPs
- Realities of War (1980) (#5)
- Fight Back (1980) (#4)
- Decontrol (1980) (#2)
- Never Again (1982) (indie No. 3, UK Singles Chart No. 64)[3]
- Warning: Her Majesty's Government Can Seriously Damage Your Health (1983) (#6)
- Beginning of the End (2006)
- Japan 09 (2009)
- New World Order (2016)

## Referência
1. ↑  «Discharge Songs, Albums, Reviews, Bio & More». AllMusic (em inglês). Consultado em 4 de janeiro de 2024
2. ↑  «35 Years Later: Discharge - 'Why' EP | Blogs | Orlando Weekly». web.archive.org. 4 de abril de 2016. Consultado em 4 de janeiro de 2024
3. 1 2  Strong, Martin C. The Great Alternative & Indie Discography. [S.l.]: Canongate. ISBN 0-86241-913-1